# Glycaspis granulata
Glycaspis granulata är en insektsart som först beskrevs av Walter Wilson Froggatt 1901.  Glycaspis granulata ingår i släktet Glycaspis och familjen rundbladloppor. Inga underarter finns listade i Catalogue of Life.